# Linh mục triều
Linh mục triều là những linh mục Công giáo phục vụ trong một khu vực địa lý nhất định, và được thụ phong để chịu trách nhiệm về giáo dân trong một giáo phận. Nhiệm vụ của họ bao hàm việc chăm lo nhu cầu hằng ngày của giáo dân, nhưng hoạt động của các linh mục này không giới hạn trong giáo xứ của họ.
Để trở thành linh mục triều, sau khi tốt nghiệp Trung học, thông thường một người cần phải theo học một chương trình kéo dài 8 năm, thường là phải tốt nghiệp cử nhân một trường đại học và sau đó là học thần học trong một chủng viện trong thời gian 4 năm hay hơn ngoài đó còn phải học 1 năm Tu Đức, 2 Năm Triết Học, 1 năm Giúp Xứ.
Khi một chủng sinh được thụ phong phó tế (thường là một năm trước khi thụ phong linh mục), họ sẽ tuyên thệ vâng lời và kính trọng các Giám mục của giáo phận và những người kế vị Ngài. Họ cũng phải thề sống trinh sạch theo luật lệ của giáo hội - bao gồm cả nghĩa vụ sống độc thân. Tuy nhiên, linh mục triều không bị ràng buộc bởi lời khấn dòng nên trên danh nghĩa họ không bắt buộc phải sống nghèo khổ. Vì vậy, linh mục triều có quyền sở hữu tài sản riêng, và được toàn quyền đối với tài sản của mình.

## Nghĩa vụ
Theo tông thư "Ngày của Chúa" (Dies Domini), giáo hoàng Gioan Phaolô II viết: "Trong số những hoạt động trong giáo xứ, không có hoạt động nào trọng yếu hay có tính cách cộng đồng như lễ thánh Chúa ngày Chủ nhật và lễ ban thánh thể".
Một linh mục triều có nghĩa vụ chuẩn bị và tổ chức các nghi thức bí tích (Thanh Tẩy, Thêm Sức, Thánh Thể, Hòa Giải, Xức Dầu Bệnh Nhân, Hôn Phối). Theo Hiến chế Tín lý về Giáo hội mang tên "Ánh sáng muôn dân" (Lumen gentium) ban hành trong Công đồng Vaticanô II, các linh mục phải nhân danh Chúa Kitô (in persona Christi) thực hiện lễ Hi sinh và chủ trì các bí tích. "Chúa Kitô cũng hiện hữu trong việc cầu nguyện và sự hướng dẫn của lòng sùng tín, đây là nhiệm vụ mà các linh mục được kêu gọi."
Người linh mục triều phải viếng thăm những giáo dân đang ốm đau, bệnh tật, hấp hối, hoặc không thể rời khỏi nhà. Đôi khi, linh mục phải tham gia trực tiếp vào việc giảng dạy giáo lý hoặc đứng các lớp giáo lý. Làm việc với giáo xứ và cơ quan tài chính có nhiệm vụ giúp linh mục chăm lo đời sống của giáo dân. Linh mục triều có thể phải tham gia trong nhiều lĩnh vực, và nhiệm vụ của họ bao hàm giảng dạy, campus ministry, làm công tác tuyên úy trong nhà tù hay bệnh viện, và một số công việc khác.